# مارك ر. تومسون
مارك ر. تومسون (بالإنجليزية: Mark R. Thompson)‏ هو عالم سياسة أمريكي، ولد في 8 يونيو 1960.